# ملواینداستریا

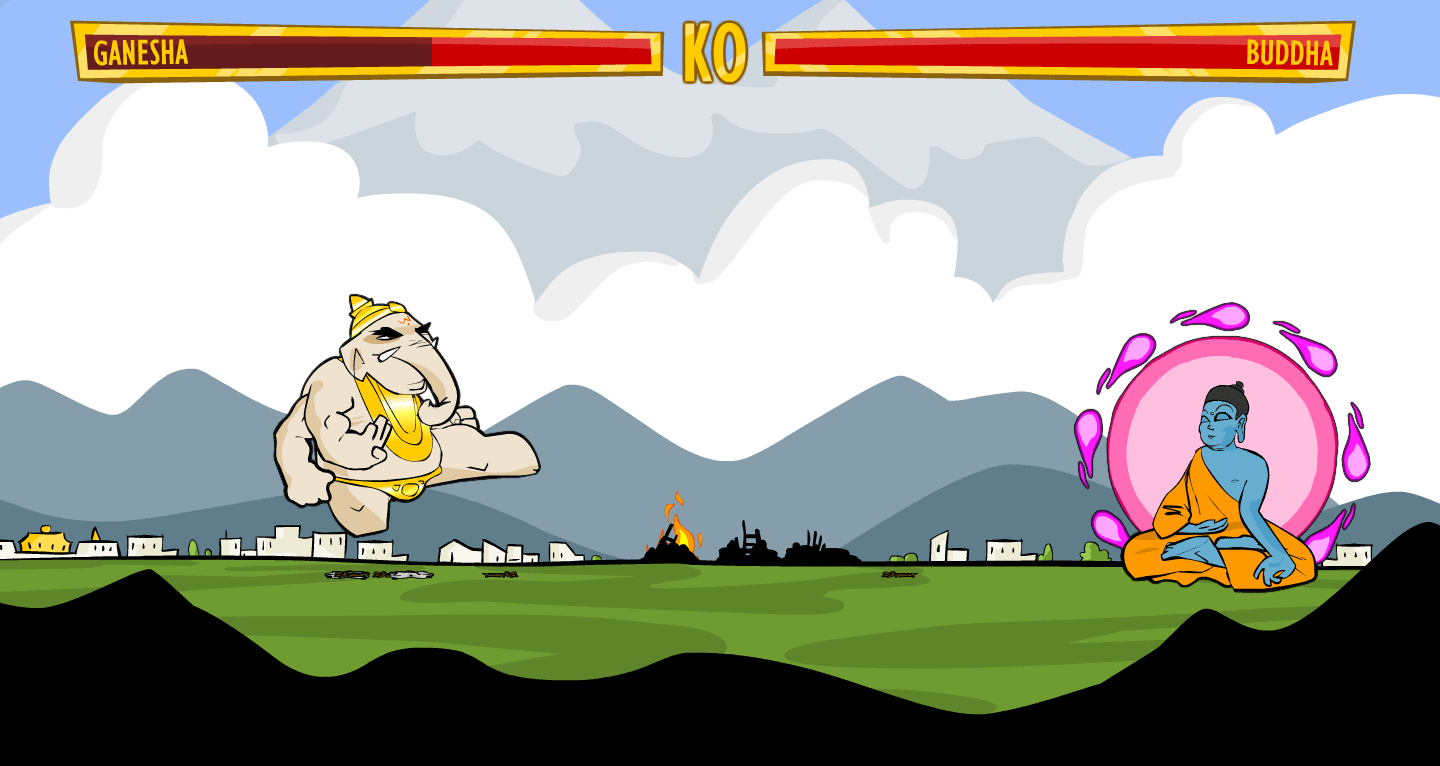
تصویری از بازی fith fighter 3

ملواینداستریا (ایتالیایی: Molleindustria) یا( به فارسی مبارز عقاید) نام یک وب‌گاه بازی‌های فلش انلاین است که جهت تحریک کردن افراد در جهت شرکت در مسائل سیاسی استفاده می‌شود و گرایش چپ دارد. بازی‌های آن موارد بسیاری از همجنس‌گرایی تا جرایم جنسی و واتیکان، نابردباری دینی، تا جنبش فرهنگ آزاد را پوشش می‌دهد و باعث مناقشات بسیاری در ایتالیا و کشورهای دیگر شده‌است. بازی ملواینداستریا تحت مجوز مجوز کرییتیو کامنز غیرتجاری منتشر می‌شوند.